# Xinjiang
För andra betydelser, se Xinjiang (olika betydelser).
Xinjiang (fil), med äldre transkribering  Sinkiang, stundom Östturkestan, officiellt Uiguriska autonoma regionen Xinjiang är en autonom region i nordvästra Kina.
Regionen har en betydande uigurisk befolkning (45 procent). Xinjiang gränsar i nordöst till Mongoliet, har i norr en kort gräns till Ryssland, gränsar i väst till de centralasiatiska länderna Kazakstan, Kirgizistan och Tadzjikistan, och i sydväst och söder till Afghanistan, Pakistan och Indien. Sydöst och öst om Xinjiang ligger de tre kinesiska provinserna/regionerna Tibet, Qinghai och Gansu.

## Geografi
Xinjiang består av tre ganska tydliga geografiska regioner som omges av bergskedjor. I södra Xinjiang ligger Tarimbäckenet som begränsas av Kunlun Shan i söder, Pamir i väster och Tianshan i norr. I Tarimbäckenets mitt ligger Taklamakanöknen, som är en i huvudsak obeboelig sandöken där man i dag utvinner olja och gas. Norr och öster om Taklamakanöknen rinner Tarimfloden. Tarimbäckenet och i synnerhet dess södra del, Kashgariet, som består av städerna Kashgar, Yarkant och Khotan, har historiskt haft nära kontakt med norra Indien, norra Afghanistan (Baktrien), Ferganadalen och Transoxanien (området mellan Amu-Darja (Oxus) och Syr-Darja (Jaxartes)). Transoxanien och Kashgariet har ofta styrts som en enhet av de olika nomadstater som haft sin baser i norr. Fortfarande står de uzbekiska och uiguriska språken varandra mycket nära.
Norra Xinjiang (Beijiang) kallas ofta Dzungariet. Dzungariets begränsas av Tianshan i söder, Mongoliska Altaj i nordöst och Alatau och andra bergskedjor i nordväst. Intill bergen i söder ligger bland annat Xinjiangs huvudstad Ürümqi. Bergspassen i väster, främst Dzungariska porten, har under många århundraden gett Dzungariet strategisk betydelse, och områdets stäpper och bergssluttningar har emellanåt varit bas för olika nomadimperier. I västra Dzungariet flyter Ilifloden och dess dalgång mot Sjuflodslandet, som ofta är mer känt under sitt ryska namn Semiretje, eller Yettisu eller Zjetysu på turkiska språk, i dagens Kazakstan.
I östra Xinjiang ligger Turpanområdet med Turfansänkan, som med sina 154 meter under havsytan är världens näst lägsta punkt på land. Turpanområdet står i förbindelse med norra Xinjiang genom ett brott i Tianshan där Ürümqi idag är beläget. Turpanområdets historia har ofta skilt sig från oasstädernas längre västerut. Riken baserade i Mongoliet, Kina eller Tibet har ofta stridit om området kring staden Turpan. Geografin i Xinjiang har traditionellt uppmuntrat till öst-västlig kommunikation längs oasstäderna utmed södra eller norra kanten av Taklamakanöknen eller längs nordsluttningarna utmed Tianshan. Xinjiang genomkorsades historiskt av de olika handelsvägar som i dagligt tal brukar gå under namnet Sidenvägen.

## Näringsliv
Xinjiang har en blomstrande jordbrukssektor som bland annat producerar frukter som vindruvor, meloner och valnötter. Regionen har rika naturtillgångar som kol, olja och wolfram, men utvinningen av denna försvåras av den svårtillgängliga terrängen.
Militären och den statliga sektorn spelar en viktig roll i Xinjiangs ekonomi, som domineras av Produktions- och konstruktionskåren i Xinjiang.

## Historia

### Tidig historia
Det område som i dag kallas "Xinjiang" erövrades på 100-talet f. Kr. av Han Wudi, den mäktigaste kejsaren av Han-dynastin i Kina. Då kallades området Xiyu 西域, "Västra regionerna". År 114 e. Kr. kom Kashgar under Yuezhi-furstens inflytande, varvid buddhismen infördes i Xinjiang. I förra hälften av 500-talet hade Kina helt förlorat Östturkestan, som då låg under de "vita hunnernas" välde, heftaliterna. Detta upplöstes dock snart och efterträddes vid mitten av 500-talet av ett ännu större västturkiskt välde. 630 mördades emellertid den mäktige khagan, och 660 hade Kina under Tangdynastin åter erövrat hela Xinjiang.
Redan på 670-talet började dock tibetanerna göra härnadståg mot Xinjiang, och 790 kom hela landet under dem. Därefter följde uigurernas välde (860-omkr. 1100), varvid islams inflytande växte i Xinjiang. Denna erövring fullbordades år 1000 vilket drabbade den kultur, som vuxit upp på buddhistisk grund. Muslimska lärare, khodja, utsända från Samarkand och Buchara, bildade en mäktig politisk grupp, som framkallade ständiga strider mellan de rivaliserande "svarta" bergsstammarna (Qara Taghliq) kring Jarkand och "vita" bergsstammarna (Aq Taghliq) kring Kashgar.

### Xinjiang under Qingdynastin

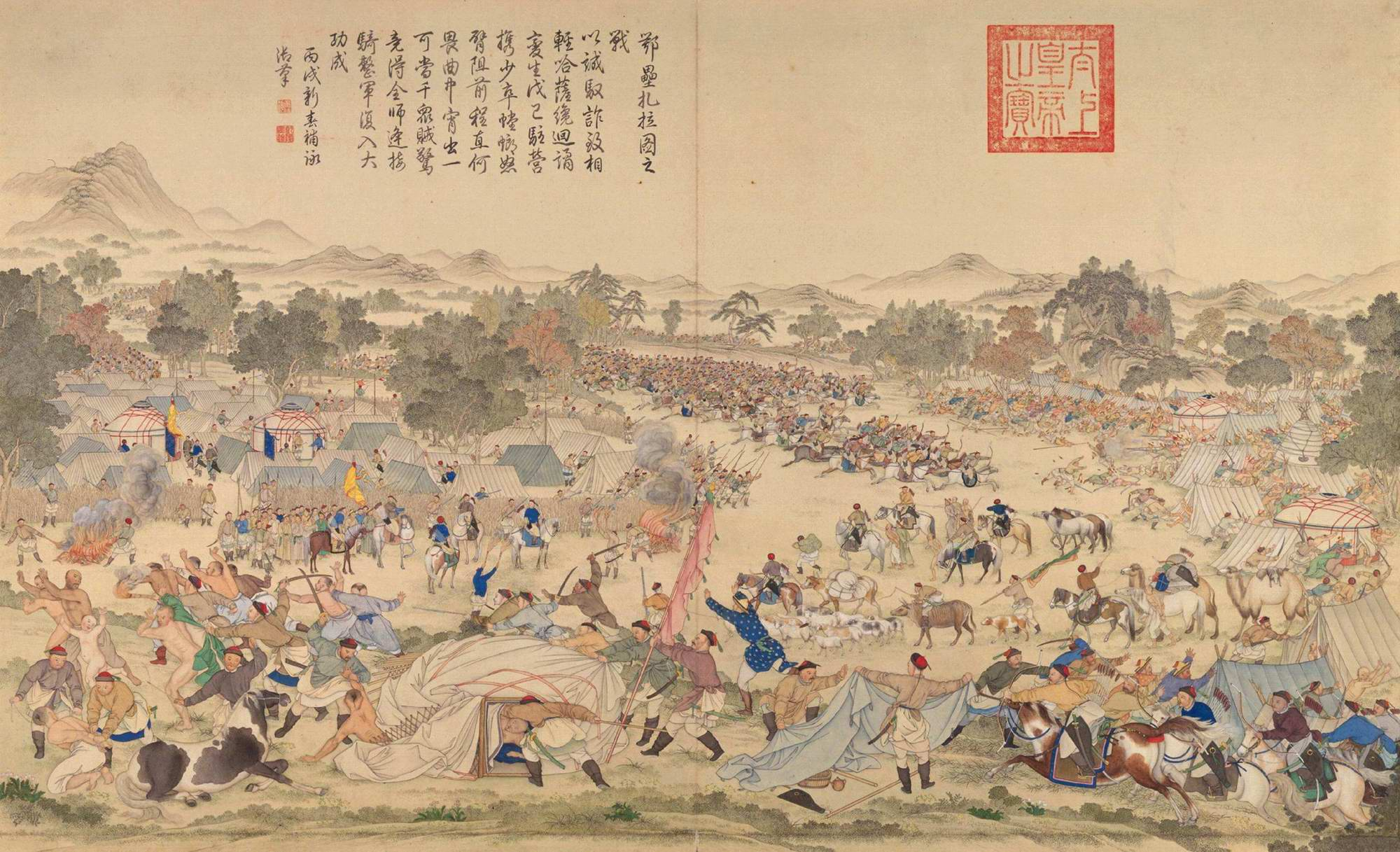
Slaget vid Oroi-Jalatu 1758 mellan Qing-armén och dzungarerna, vilket ledde till att Xinjiang införlivades med Qingimperiet.

Efter Mongolväldets upplösning uppstod flera småstater i Dzungariet och på 1670-talet uppstod ett västmongliskt khanat under dzungarerna, vilket hamnade på kollisionskurs med den nygrundade Qing-dynastin. 1756 till 1758 intog Qing-dynastin Dzungariet och stora delar av den dzungariska befolkningen utplånades eller fördrevs. Det var vid denna tid som regionen fick namnet Xinjiang, vilket går tillbaka till det manchuiska namnet Ice toktobuha jecen som betyder "det nyligen underkuvade området". Under Qingväldet indelades Xinjiang i tre kretsar - Tianshan beilu, Tianshan nanlu och Donglu - som lydde under en generalguvernör i Ili.
Motståndet mot Qingväldet var dock starkt i södra Xinjiang och kampen stöddes av olika grupperingar ur den sufiska naqshbandi-orden som hade ett starkt fäste i det självständiga khanatet i Kokand. 1825, 1830 och 1847 lyckades muslimerna störta Qing-väldet, men deras framgång blev aldrig varaktig. Efter kuvandet av "de 7 khodjas" uppror 1847 flydde 20 000 muslimska familjer från Yarkant, Kashgar och Aksu till Västturkestan.
Efter ännu ett misslyckat uppror (1857) gjorde Östturkestan ett sista försök att återvinna sin självständighet genom att deltaga i det huikinesiska upproret 1864, och Yaqub Beg) lyckades skapa ett självständigt rike som blev känt som Yetti sheher, uiguriska för "sju städer" vilka lydde under hans välde: Kashgar, Yarkant, Khotan, Kuchar, Aksu och Turpan. Yaqub Beg mördades dock av en av sina egna och strax efter hans död 1877 återerövrades Östturkestan av Zuo Zongtangs arméer.
1884 blev området blev en provins under namnet Xinjiang, vilken hade samma administration som i det egentliga Kina.

### Xinjiang under Republiken Kina

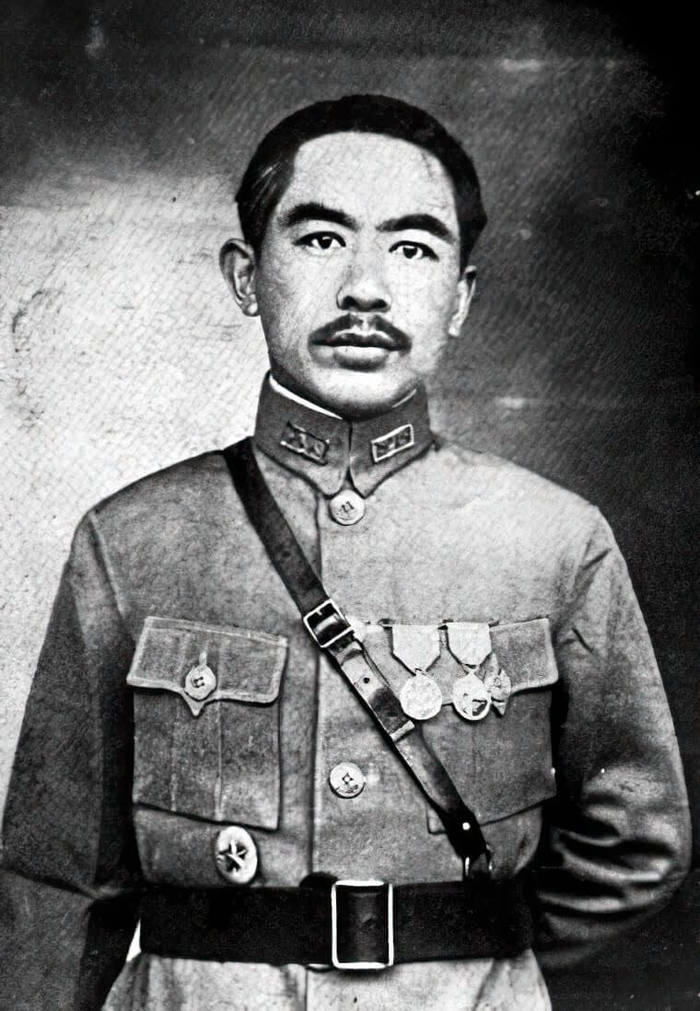
Krigsherren Sheng Shicai som styrde över Xinjiang i drygt ett decennium.

I samband med att Qingdynastin föll efter Xinhairevolutionen 1912 inleddes ytterligare en kaotisk period i Xinjiangs historia och regionen styrdes länge av olika krigsherrar. En av de viktigaste bland dessa var Sheng Shicai som styrde Xinjiang mellan 1933 och 1944. Flera försök att upprätta ett självständigt Östturkestan genomfördes också och åren 1933–1934 och 1944–1949 upprättades den första respektive den andra Östturkestanska republiken. Den andra östturkestanska republiken stöddes av Sovjetunionen och leddes av den sovjetutbildade uiguren Ehmetjan Qasim. I samband med bildandet av Folkrepubliken Kina 1949 inbjöds ledningen för den östturkestanska republiken till Peking att delta i Kinesiska folkets politiskt rådgivande konferens, men delegationen utplånades under mystiska omständigheter i en flygkrasch i augusti samma år.

### Xinjiang under Folkrepubliken Kina
För oroligheterna i Xinjiang, se Upploppen i Ürümqi juli 2009. För folkmordet på uigurerna, se Folkmordet på uigurerna.
Xinjiang införlivades 1949 med Folkrepubliken Kina som en av landets autonoma regioner. Under den tidiga perioden var en av de ledande politiska figurerna i regionen Wang Zhen, som grundade Produktions- och konstruktionskåren i Xinjiang 1954 med uppgift att främja den ekonomiska utvecklingen i regionen. Det sovjetiska inflytandet var också starkt fram till brytningen mellan Kinas kommunistiska parti och Sovjetunionens kommunistiska parti i början på 1960-talet.

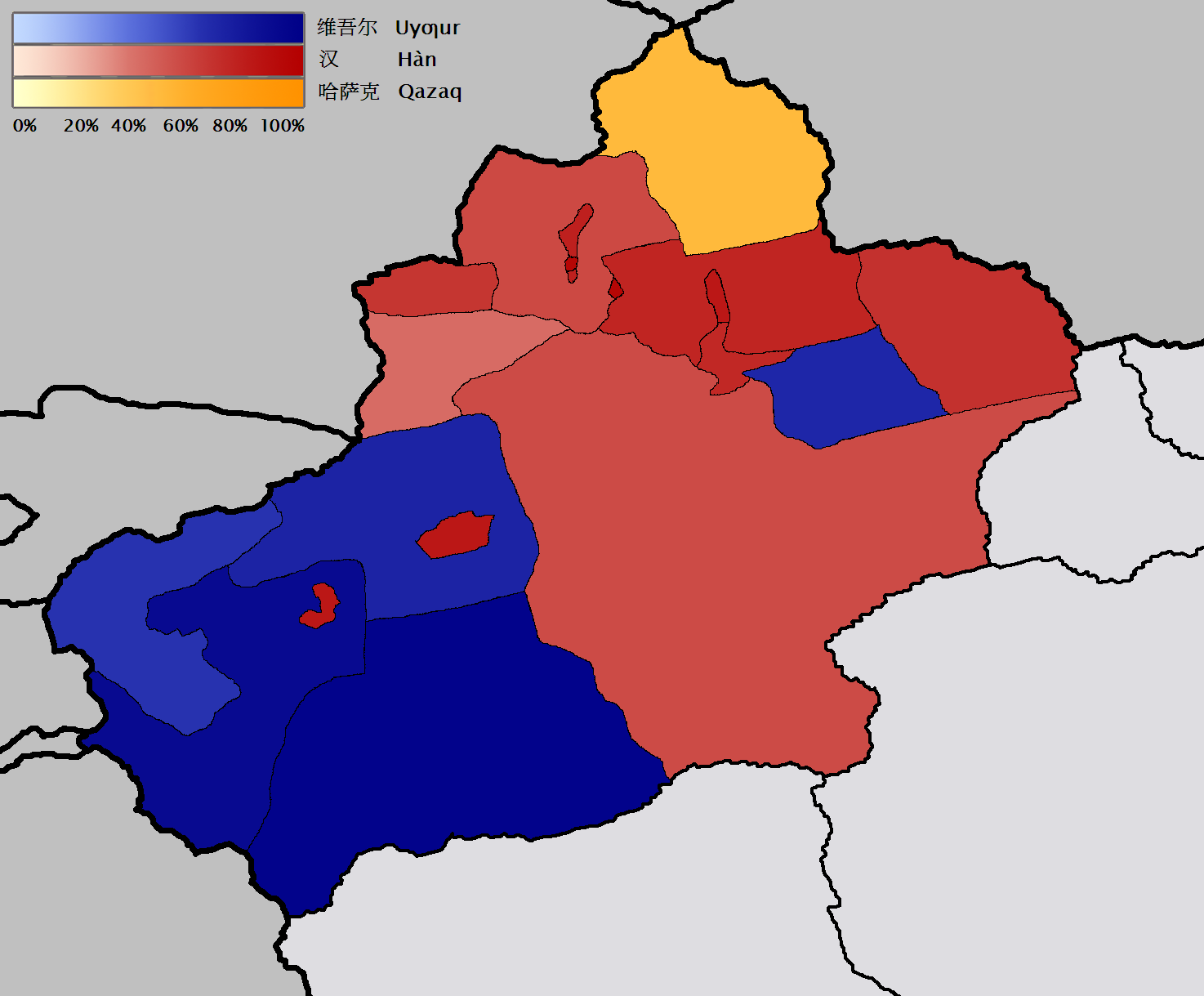
Xinjiangs etniciteter efter prefektur; blått betecknar uigurer, rött hankineser och gult kazakher.

Under det kommunistiska styret har inflyttningen av hankineser ökat markant, från cirka 5 procent i början på 1950-talet till över 50 procent och i Ürümqi 75 procent. Hankineser innehar också de viktigaste posterna inom politik, ekonomi och förvaltning, vilket har gjort att det uiguriska befolkningen upplever sig som marginaliserad. Det faktum att regeringen också genomför kärnvapenprov i Lop Nur har också drabbat den uiguriska lokalbefolkningen. I likhet med andra autonoma regioner utsattes den uiguriska kulturen för förtryck under Kulturrevolutionen, men än så länge är stora delar av Xinjiangs historia under denna del oklar. Ett uttryck för de politiska lappkasten är att det uiguriska språket bytt skriftsystem inte mindre är tre gånger under Folkrepubliken Kina.
Under 1980-skedde en viss liberalisering under Hu Yaobang, men den politiska reformprocessen frös efter undertryckandet av protesterna på Himmelska fridens torg 1989, vilket har ökat konflikten mellan myndigheterna och den uiguriska befolkningen. Många av dessa konflikter har förvärrats under partisekreteraren Wang Lequans styre. På initiativ av Wang har den mesta högskoleundervisningen på uiguriska avskaffats till förmån för kinesiska och 2002 hävdade han att uiguriskan var "ur takt med 2000-talet". Wang har också tillgripit hårda metoder mot det som uppfattats som uiguriska "separatistiska" krafter och han stod bland annat bakom undertryckandet av en protest i Yining 1997, vilken blivit känt som "Ghulja-massakern".. I sin bok Kampen mot Draken har Rebiya Kadeer skildrat den kinesiska regimens förtryck mot uigurerna.
Under andra halvan av 10-talet har förföljelserna av uigurerna intensifierats. Bland annat har miljontals uigurer internerats i koncentrationsläger, och uiguriska barn har tvångsplacerats i icke-uiguriska familjer. Kampanjerna klassas av Newlines institute som ett folkmord.

## Politik
Enligt Folkrepubliken Kinas konstitution från 1982 är Xinjiang en autonom region i vilken den uiguriska folkgruppen åtnjuter långtgående autonomi även om konstitutionen utesluter möjligheten till självständighet. I regel hämtas den autonoma regionens överhuvud, ordföranden, alltid ur den uiguriska folkgruppen, liksom andra viktiga civila ämbeten i regionen.
I praktiken utövar dock partisekreteraren i den regionala avdelningen av Kinas kommunistiska parti ett stort inflytande över politiken i regionen och denne har nästan alltid varit hankines. Sedan december 2021 innehas den posten av Ma Xingrui. Den politiska situationen i Xinjiang kompliceras också av den halvmilitära Produktions- och konstruktionskåren i Xinjiang, som utövar sina egna administrativa funktioner oberoende av den civila regeringen.

## Administrativ indelning
Xinjiangs administrativa indelning är något mer komplicerad än i övriga Kina. Formellt är regionen indelad i två städer på prefekturnivå, sju prefekturer, fyra städer på subprefekturnivå, och fem autonoma prefekturer. Den autonoma prefekturen Ili har dock de facto jurisdiktion över två av prefekturerna, Altay och Tarbagatay.
De fem autonoma prefekturerna för kazakher, kirgiser, mongoler respektive huikineser har inrättats av centralregeringen för att skapa en motvikt mot uigurerna, som utgör en knapp knapp majoritet av regionens befolkning. I samtliga dessa autonoma prefekturer är den titulära etniska gruppen en minoritet av befolkningen.
Ytterligare en komplicerande faktor är att Produktions- och konstruktionskåren i Xinjiang, som inte lyder under den regionala regeringen i Ürümqi, utövar jurisdiktion över sex städer i Xinjiang.
Ett större område i söder, Aksai Chin, är under kinesisk kontroll, men Indien gör anspråk på området som en del av Kashmir.
| Map of Xinjiang Uyghur Autonomous Region                                                     |                                                                |                     |                                                                          |                                                     |                   |
| Nummer på kartan                                                                             | Ort                                                            | Regeringssäte       | Uiguriska                                                                | Kinesiska                                           | Befolkning (2010) |
| Subprovinsiell autonom prefektur                                                             |                                                                |                     |                                                                          |                                                     |                   |
| 11                                                                                           | Ili (för kazakher)                                             | Yining              | ئىلى قازاق ئاپتونوم ئوبلاستى Ili Qazaq Aptonom Oblasti                   | 伊犁哈萨克自治州 Yīlí Hāsàkè Zìzhìzhōu              | 2 482 627 [a]     |
| Städer på prefekturnivå                                                                      |                                                                |                     |                                                                          |                                                     |                   |
| 4                                                                                            | Karamay                                                        | Karamay-distriktet  | قاراماي شەھرى Qaramay Shehri                                             | 克拉玛依市 Kèlāmǎyī shì                             | 391 008           |
| 8                                                                                            | Ürümqi                                                         | Tianshan-distriktet | ئۈرۈمچى شەھرى Ürümchi Shehri                                             | 乌鲁木齐市 Wūlǔmùqí shì                             | 3 110 280         |
| 9                                                                                            | Turpan                                                         | Turpan              | تۇرپان شەھىرى Turpan shehiri                                             | 吐鲁番市 Tǔlǔfān shì                                | 622 679           |
| — Prefekturer —                                                                              |                                                                |                     |                                                                          |                                                     |                   |
| 1                                                                                            | Altay lyder under den kazakhiska autonoma prefekturen Ili      | Altay               | ئالتاي ۋىلايىتى Altay Wilayiti                                           | 阿勒泰地区 Ālètài Dìqū                              | 526 980           |
| 3                                                                                            | Tarbagatay lyder under den kazakhiska autonoma prefekturen Ili | Qoqek               | تارباغاتاي ۋىلايىتى Tarbaghatay wilayiti                                 | 塔城地区 Tǎchéng dìqū                               | 1 219 212         |
| 10                                                                                           | Hami                                                           | Hami                | قۇمۇل ۋىلايىتى Qumul wilayiti                                            | 哈密地区 Hāmì dìqū                                  | 572 400           |
| 13                                                                                           | Kashgar                                                        | Kashgar             | قەشقەر ۋىلايىتى Qeshqer wilayiti                                         | 喀什地区 Kāshí Dìqū                                 | 3 979 362         |
| 15                                                                                           | Aksu                                                           | Aksu                | ئاقسۇ ۋىلايىتى Aqsu Wilayiti                                             | 阿克苏地区 Ākèsū Dìqū                               | 2 370 887         |
| 17                                                                                           | Hotan                                                          | Hotan               | خوتەن ۋىلايىتى Xoten wilayiti                                            | 和田地区 Hétián dìqū                                | 2 014 365         |
| — Autonoma prefekturer —                                                                     |                                                                |                     |                                                                          |                                                     |                   |
| 2                                                                                            | Börtala (för mongoler)                                         | Börtala             | بۆرتالا موڭغۇل ئاپتونوم ئوبلاستى Börtala Mongghul aptonom oblasti        | 博尔塔拉蒙古自治州 Bó'ěrtǎlā Měnggǔ zìzhìzhōu       | 443 680           |
| 6                                                                                            | Changji (för huikineser)                                       | Changji             | سانجى خۇيزۇ ئاپتونوم ئوبلاستى Sanji Xuyzu aptonom oblasti                | 昌吉回族自治州 Chāngjí Huízú zìzhìzhōu              | 1 428 592         |
| 12                                                                                           | Kizilsu (för kirgiser)                                         | Artux               | قىزىلسۇ قىرغىز ئاپتونوم ئوبلاستى Qizilsu Qirghiz aptonom oblasti         | 克孜勒苏柯尔克孜自治州 Kèzīlèsū Kē'ěrkèzī zìzhìzhōu | 525 599           |
| 18                                                                                           | Bayingolin (för mongoler)                                      | Korla               | بايىنغولىن موڭغۇل ئاپتونوم ئوبلاستى Bayingholin Mongghul aptonom oblasti | 巴音郭楞蒙古自治州 Bāyīnguōlèng Měnggǔ Zìzhìzhōu    | 1 078 492         |
| — Städer på häradsnivå — (Lyder direkt under Produktions- och konstruktionskåren i Xinjiang) |                                                                |                     |                                                                          |                                                     |                   |
| 5                                                                                            | Shihezi                                                        | Shihezi             | شىخەنزە شەھرى Shixenze shehri                                            | 石河子市 Shíhézǐ shì                                | 635 582           |
| 7                                                                                            | Wujiaqu                                                        | Wujiaqu             | ئۇجاچۇ شەھرى Wujachu Shehri                                              | 五家渠市 Wǔjiāqú Shì                                | 72 613            |
| 14                                                                                           | Tumxuk                                                         | Tumxuk              | تۇمشۇق شەھرى Tumshuq Shehri                                              | 图木舒克市 Túmùshūkè shì                            | 147 465           |
| 16                                                                                           | Aral                                                           | Aral                | ئارال شەھرى Aral Shehri                                                  | 阿拉尔市 Ālā'ěr shì                                 | 166 205           |
| 19                                                                                           | Beitun                                                         | Beitun              | بەيتۈن شەھىرى Beatün Shehiri                                             | 北屯市 Běitún shì                                   | 76 300            |
| 20                                                                                           | Tiemenguan                                                     | Tiemenguan          | باشئەگىم شەھىرى Bashegym Shehiri                                         | 铁门关市 Tiĕménguān shì                             | 200 000           |